# Aleutische Sprache
Aleutisch (einheimisch: Unangam Tunuu) ist eine Sprache des Eskimo-Aleutischen, die auf den Aleuten, Pribilof-Inseln und den Kommandeurinseln von den Unangan gesprochen wird. 2007 zählte man weniger als 150 verbleibende Sprecher des Aleutischen. Es gilt daher als stark gefährdete Sprache.
Aleutisch hat zwei Dialektgruppen, das Ost-Aleutische und das Atka. Innerhalb des Ost-Aleutischen unterscheidet man zwischen den Dialekten von Unalaska, Belkowski, Akutan, den Pribilof-Inseln, Kaschega und Nikolski. Innerhalb der Atka-Dialektgruppe gibt es die Dialekte von Attu (seit den 1940er Jahren ausgestorben), der Beringinsel und der Medny-Insel.
Das Aleutische wurde zuerst von der Expedition Vitus Berings 1741 beschrieben. Eine erste lexikographische Aufnahme fand die Sprache im Jahre 1778 in einer Wortliste, die von James King auf Cooks Reise 1778 zusammengestellt wurde. Zu dieser Zeit wurde die Kaiserliche Akademie der Wissenschaften von Sankt Petersburg auf die Sprache aufmerksam, nachdem sie dazu etwas von den russischen Handelsexpeditionen gehört hatte.
Auf das Bestreben Katharinas der Großen hin, ein Wörterbuch aller Sprachen des russischen Reiches herauszugeben, wurde Peter Simon Pallas eingestellt, der die nötige Feldarbeit leiten sollte, um linguistische Informationen über Aleutisch zu sammeln. Zwischen 1791 und 1792 erstellten Carl Heinrich Merck und Michael Rohbeck Wortlisten und führten eine Zählung der männlichen Bevölkerung und ihrer aleutischen Vortaufnamen durch. Juri Fjodorowitsch Lisjanski erstellte ebenso wie Nikolai Petrowitsch Resanow weitere Wortlisten. Johann Christoph Adelung und Johann Severin Vater erwähnten die Sprache erstmals im Jahre 1806 in ihrer „Allgemeinen Sprachkunde“.
Erst 1819 studierte der erste professionelle Sprachwissenschaftler, der Däne Rasmus Rask, das Aleutische. Er sammelte Wörter und Beugungsmuster zweier Sprecher des ost-aleutischen Dialekts, die in Sankt Petersburg lebten. 1824 begann Innokenti Weniaminow, Aleutisch in Unalaska zu studieren und revolutionierte es als literarische Sprache: Er schuf eine Orthographie, indem er das kyrillische Alphabet verwandte (das lateinische Alphabet sollte später verwandt werden), übersetzte das Matthäus-Evangelium und einige andere religiöse Texte ins Aleutische und veröffentlichte 1846 eine ost-aleutische Grammatik. Die religiösen Schriften wurden mit der Hilfe zweier Freunde Weniaminows, den aleutischen Muttersprachlern Iwan Pankow (Führer von Tigalda) und Iakow Nezwetow (Priester von Atka), übersetzt. Nezwetow schrieb auch ein atka-aleutisches Wörterbuch. Nachdem Weniaminows Arbeiten veröffentlicht worden waren, interessierten sich einige fromme Personen für das Studieren und das Aufzeichnen des Aleutischen, was die Missionstätigkeit russisch-orthodoxer Kleriker unterstützte.
Der erste Franzose, der die aleutische Sprache beschrieb, war Alphonse Pinart 1871, kurz nachdem die Vereinigten Staaten Alaska erworben hatten. Wenige Jahre darauf, 1878, begann der Amerikaner Lucien M. Turner, aleutische Wörter für eine Wortliste zu sammeln. Der Pole Benedikt Dibowski begann 1881, der russische Doktor Nikolai Wassiljewitsch 1892 Wortlisten aus den Dialekten der Kommandeurs-Inseln 1881 zu erstellen.
Von 1909 bis 1910 reiste der Völkerkundler Waldemar Jochelson zu den aleutischen Gemeinden Unalaska, Atka, Attu und Nikolski und leistete dort neunzehn Monate Feldarbeit. Alexei Jatschmenew und Leonti Siwstow, beide der unalaska-aleutischen Sprache mächtig, standen Jochelson bei seiner ethnographischen Arbeit bei. Jochelson trug aleutische Geschichten, Folklore-Stücke und Mythen zusammen und hatte viele von ihnen nicht nur notiert, sondern auch auf Tonband aufgenommen. Er entdeckte dort zahlreiche Ausdrücke und grammatikalische Besonderheiten und trug viel zu den wissenschaftlichen Kenntnissen der aleutischen Sprache bei.
In den 1930er Jahren schrieben zwei gebürtige Aleuten Arbeiten, die als Durchbrüche im Gebrauch des Aleutischen als literarische Sprache gelten. Afinogen K. Ermeloff verfasste eine Beschreibung eines Schiffswracks in seiner Muttersprache und Ardelion G. Ermeloff führte ein Tagebuch auf Aleutisch. Gleichzeitig holte der Sprachwissenschaftler Melville Jacobs einige neue Texte von Sergey Golley ein, einem Sprecher des Atka-Aleutischen, der zu der Zeit im Krankenhaus war.
John P. Harrington förderte die Forschung über den Pribilof-Insel-Dialekt auf der Sankt-Paul-Insel 1941 und sammelte nebenbei neue Vokabeln. 1944 veröffentlichte das Innenministerium der Vereinigten Staaten von Amerika „The Aleut Language“ als Teil der Kriegsanstrengungen und ermöglichte es damit einigen Soldaten, die Sprache der Aleuten zu verstehen. Dieses englisch-aleutische Sprachprojekt basierte auf der Arbeit Wenjaminows. Knut Bergsland veröffentlichte 1994 ein komplettes Wörterbuch des Aleutischen.

## Schrift
Aleutisch wird zumeist in einem lateinischen Alphabet geschrieben, auf Pribilof auch mit kyrillischen Buchstaben.